# Marcetella maderensis
Marcetella maderensis — вид рослин з родини трояндових (Rosaceae), ендемік Мадейри.

## Опис
Це великий чагарник висотою до 2 м.

## Поширення
Ендемік Мадейри (о. Мадейра).
Населяє внутрішні скелі; росте на висотах від 0 до 400 м над рівнем моря.

## Загрози та охорона
Цьому виду загрожують інвазивні види.
Marcetella maderensis перераховано в Додатку II та IV Директиви про середовища існування та в додатку I Конвенції про охорону європейської дикої природи та природних середовищ існування (Бернська конвенція). Контроль інвазивних видів буде корисним для збереження цього таксона. Насіння зберігаються в насіннєвому банку Мадейрського ботанічного саду. 